# بني مالك (المغرب)
بني مالك قرية مغربية بإقليم القنيطرة الساحلي، شمالي الرباط. تضم بلدة بني مالك 43.282 نسمة (إحصاء 2004).